# حب الشباب مع وذمة الوجه
حب الشباب مع وذمة الوجه أو وذمة الوجه الصلبة:499 هي حالة غير شائعة الحدوث مرتبطة بوذمة التهابية غريبة في الثلث الأوسط من الوجه.